# Barcaldine Airport
Barcaldine Airport är en flygplats i Australien. Den ligger i kommunen Barcaldine och delstaten Queensland, omkring 890 kilometer nordväst om delstatshuvudstaden Brisbane.
Trakten runt Barcaldine Airport är nära nog obefolkad, med mindre än två invånare per kvadratkilometer.. Närmaste större samhälle är Barcaldine, nära Barcaldine Airport.
Omgivningarna runt Barcaldine Airport är i huvudsak ett öppet busklandskap. Genomsnittlig årsnederbörd är 515 millimeter. Den regnigaste månaden är februari, med i genomsnitt 127 mm nederbörd, och den torraste är april, med 7 mm nederbörd.